# Prudentópolis
Prudentópolis este un oraș în Paraná (PR), Brazilia.
Se află la o altitudine de 840 m deasupra nivelului mării. Are o suprafață de 2.307,897 km². Populația este de 49.393 locuitori, determinată în 2022, prin recensământ.